# Пё-Ришар
Культура Пё-Ришар, или Тенакская культура — археологическая культура эпохи неолита, существовавшая на территории исторической области Франции — Сентонж. Многочисленные предметы данной культуры были найдены в местности Пё-Ришар (Peu-Richard) в коммуне Тенак, департамент Приморская Шаранта. Данная культура, происходившая с побережья Атлантики, существовала в период 3200 — 2200 гг. до н. э..

## Происхождение и связи
Возникла в результате распада южного региона шассейской культуры на ряд региональных вариантов. Родственна культуре Мулен-де-Ван, располагавшейся в тот же период южнее. Синхронна культурам Артенак, Вераза и Сены-Уазы-Марны.

## Образ жизни
Характерной для данной культуры является керамика, украшенная горизонтальными желобками и «глазками», из-за чего сосуды имели антропоморфный вид. Прототипом для неё служила более ранняя керамика типа Матиньон, на которой декорация вообще отсутствовала. На территории коммун Барзан, Семюссак, Ль'Эгиль и Коз были обнаружены укрепления диаметром свыше 150 метров, окружённые рвами шириной в 5 метров и глубиной 2 метра.

## Упадок и потомки
Потомком тенакской культуры предположительно является артенакская культура.